# 新加坡文化
新加坡文化在過去幾千年來發生巨大的變化。其當代文化是亞洲和歐洲文化的結合，主要受馬來、南亞、東亞和歐亞的影響。新加坡被稱為“東方遇見西方”、“亞洲門戶”和“花園城市”的國家。

## 歷史

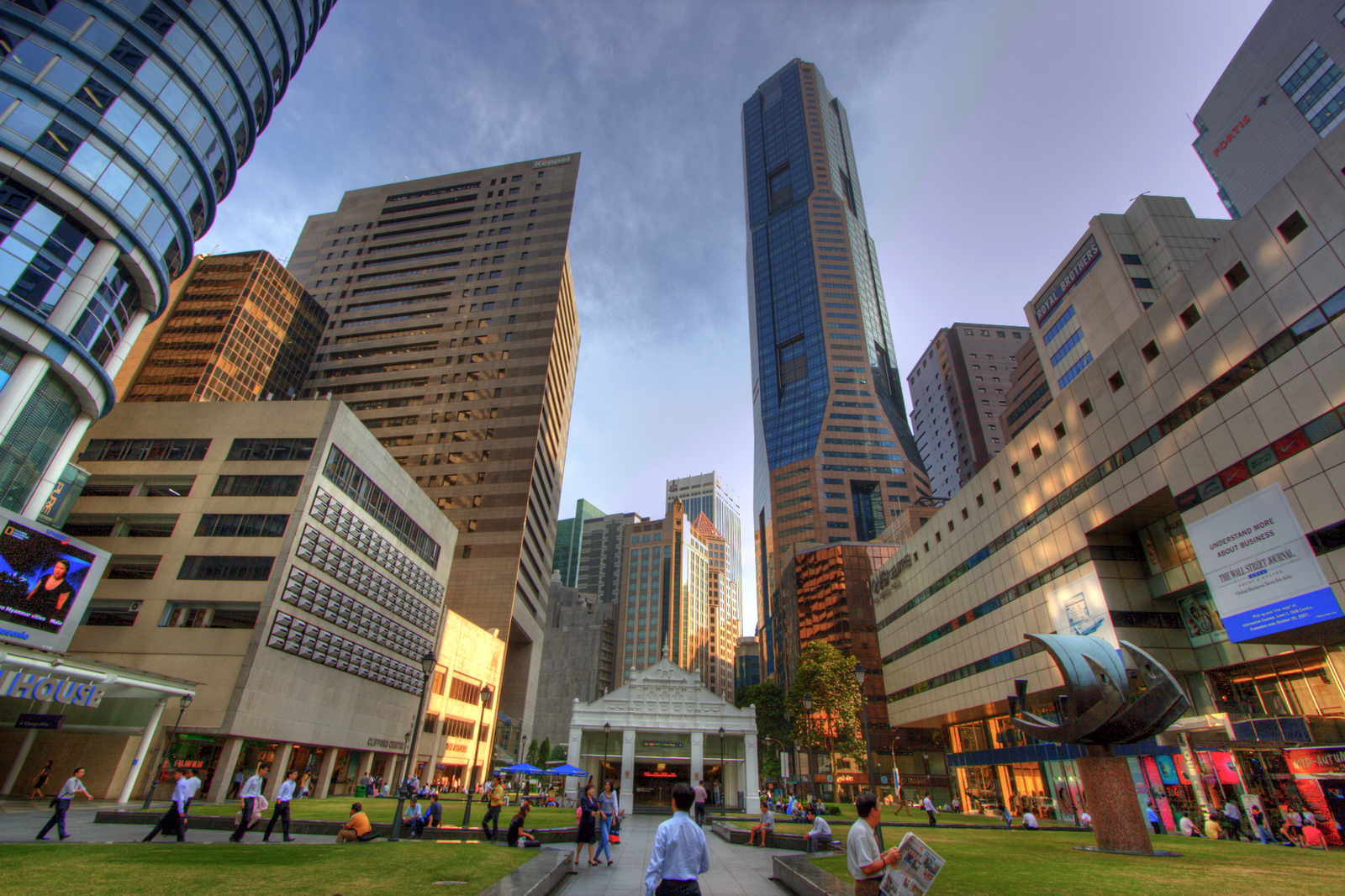
萊佛士坊的中央廣場

新加坡的土著文化主要起源于台湾岛的南岛民族，他們于公元前1500年至1000年來到此處定居。在中世纪期间，新加坡主要受到多个中国朝代的影响，例如明朝和清朝，以及其他亚洲国家的影响，包括滿者伯夷、德川幕府、琉球王国等。在英國人到達後的近當代历史中，新加坡也受到西方国家的影响。以各种方式反复影响、吸收和选择，促進了独特文化的发展，有區別於邻近国家。
在過去幾个世紀裏，新加坡是英屬馬來亞的一部分。它由柔佛苏丹王朝统治。1819年，英國人來到馬來西亞並設立殖民地。英國統治期間，新加坡吸引了很多外來移民。第二次世界大戰後，新加坡正式獨立，建立共和國。
新加坡大約有500多萬人口，主要由華人（新加坡華人）、馬来人、印度人及欧亚裔人所組成，使新加坡成為一個多種族國家。另外，新加坡的在住人口中约有42%為外國人，是世界上排名第六生活有大量非本国国籍人口的國家。新加坡的人口密度在世界排名第三，僅次於澳門及摩納哥。
鑑於新加坡的移民歷史，新加坡的文化可以說是中華、印度、英國及馬來文化的熔爐。由于这座城市国家处于几种亚洲主要文化的交汇处，其核心文化由东亚，南洋马来人，南亚和欧亚文化的影响组成。当代新加坡还受到欧洲文化（主要是英国文化）的影响，使其被称为“东方遇見西方”，“亚洲门户”和“花园城市”的国家。

## 語言
新加坡使用多种语言，反映出其丰富的语言多样性。该地区的两种主要语言是马来语（土著人民的语言）和華語，是新加坡的官方语言，泰米尔语则由少数印度人说。英语，事实上的主要语言，也被选为不同背景和种族的新加坡人之间的通用语言。 从历史上看，闽南语在不同的中国方言中被广泛用作民族语言，在与中国人交流的其他种族中也被广泛使用，尽管新加坡语中广东话，海南语和潮州语的使用也较少。 但是，这种方言逐渐被華語所取代，政府认为这是保持与中国文化联系的一种方式。 在第二次世界大战期间，新加坡受日本统治，因此一些新加坡人，尤其是老一辈人，能够以日语进行母语交流，尽管这种人数正在减少。
结果，新加坡人至少会说双语，有时甚至会说三种语言，因为政府还鼓励采用促进双语言学习系统的语言教育政策。 1960年以来，小学和1966年以来，中学都必须学习第二语言。此外，新加坡人在非正式场合中广泛使用新加坡语，这是新加坡在新加坡所说的多种英语，其中包括上述许多不同的语言，通常与该国有关，被认为是新加坡文化的独特方面。
大部分的新加坡人為雙語使用者，當中多數都懂得英語，和汉語、馬來語、淡米爾語其中一種語言。
英語為新加坡的第一語言，標準形式稱為標準新加坡英語，它跟從英式英語的發音及文法。除此之外也發展出稱為新加坡式英語的方言，它與馬來西亞式英語相似。
新加坡人以不同的語言作為他們的母語。根據2005年的數據，50%人口在家說汉語，32%說英語，12%說馬來語，3%說泰米爾語，在家不說英語的新加坡人通常會學習英語作為第二語言。
新加坡的國語是馬來語，這是因為馬來人是新加坡的「本地人」，而華人、印度人等族群是後來才移民到新加坡的。馬來語亦被用於國歌、國家格言及軍事口令。而由於大部分新加坡的南亞裔人士是來自印度及斯里蘭卡的淡米爾人，所以泰米爾語是新加坡的其中一個官方語言。雖然當初移民到新加坡的華人說的是中国南方的漢族語言，但是汉語卻成為了新加坡的官方語言。
| 新加坡人在家中最常說的語言(%) | 新加坡人在家中最常說的語言(%) | 新加坡人在家中最常說的語言(%) | 新加坡人在家中最常說的語言(%) |
| 語言                          | 1990                          | 2000                          | 2005                          |
| ----------------------------- | ----------------------------- | ----------------------------- | ----------------------------- |
| 英語                          | 18.8                          | 23.0                          | 29.4                          |
| 汉語                          | 23.7                          | 35.0                          | 36.0                          |
| 其他漢族語言                  | 39.6                          | 23.8                          | 18.2                          |
| 馬來語                        | 14.3                          | 14.1                          | 13.2                          |
| 淡米爾語                      | 2.9                           | 3.2                           | 3.1                           |

## 制度與信仰

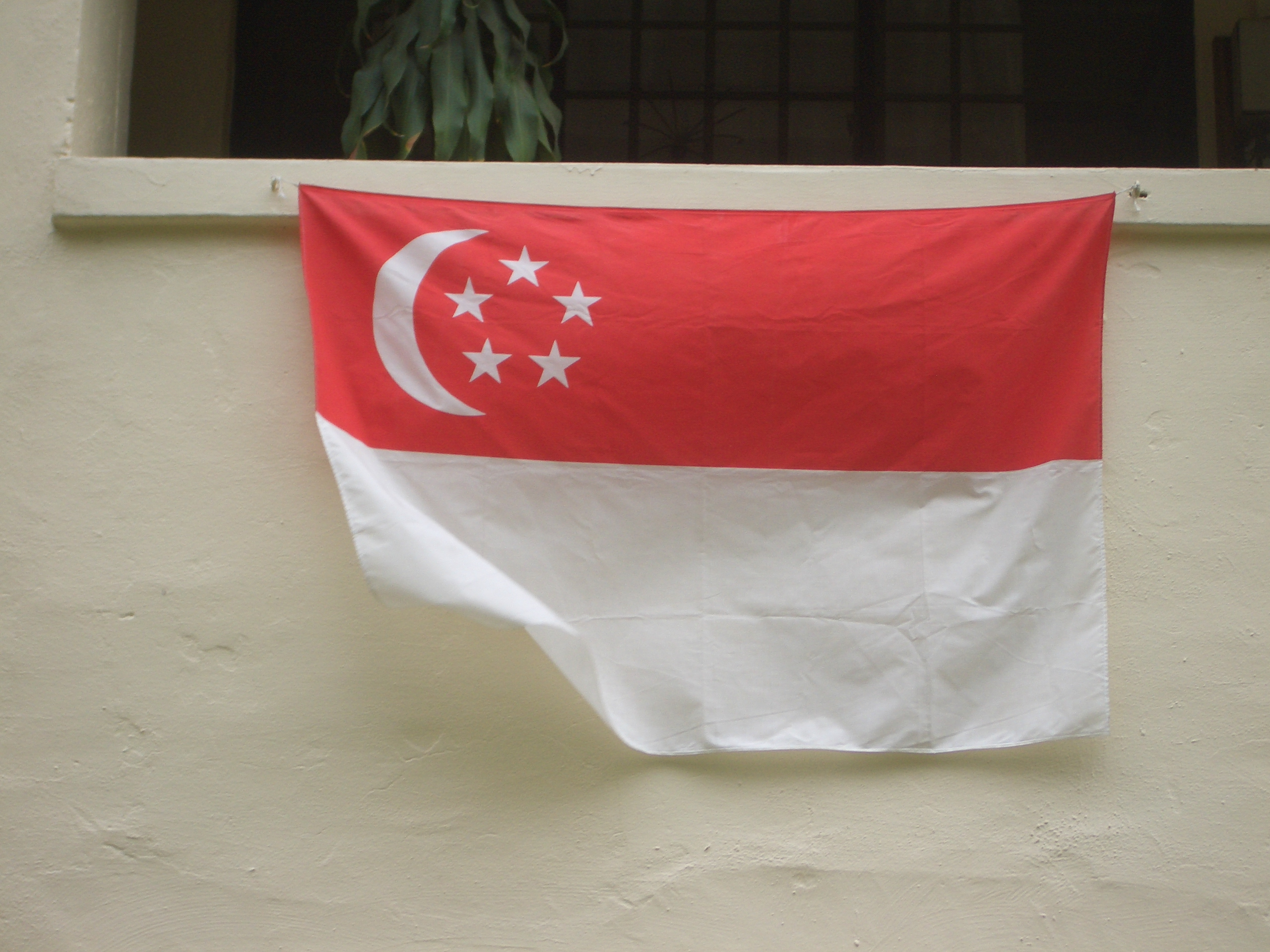
新加坡的國旗

### 精英政治
新加坡政府認為精英政治是社會的基石，人民會因為自己的個人成就而得到獎賞，而不考慮他們的種族或背景。

### 不同宗教並存
新加坡是一個多宗教的移民國家，而民間的主要信仰是佛教、道教、基督宗教及伊斯蘭教，政府高度重視不同宗教及個人信仰。

### 民主、和平、進步、公正和平等
新加坡國旗上的五顆星寓意民主、和平、進步、公正和平等。在世界自由度2021年的調查中，新加坡的政治自由度及公民自由度均獲評4分（1-7分，1分為「最自由」），被評為「部分自由」。

## 種族聚居地
新加坡有不同的種族聚居地，例如小印度、牛車水及甘榜格南分別為印度人、華人及馬來人的聚居地。
牛車水曾是早期華人居民的聚居地，也就是新加坡的唐人街，有着濃厚的中華文化氣息。它位於歐南，如今也是来自中国大陆打工人比较集中的一个区域（另一个则是芽笼）。

## 節日
新加坡的公眾假期反映了不同族群的文化差異，有華人的農曆新年，也有佛教的衛塞節﹔有伊斯蘭教的開齋節（本地所知的马来名Hari Raya Puasa），也有印度教的屠妖節（本地所知的淡米尔名Deepavali）。在新加坡，信仰基督宗教的人數亦在不斷增長，所以聖誕節、耶稣受难日及元旦亦被訂為公眾假期。另外，8月9日為新加坡国庆日，該天會有一連串的慶祝活動，主要為新加坡國慶慶典。

## 宗教

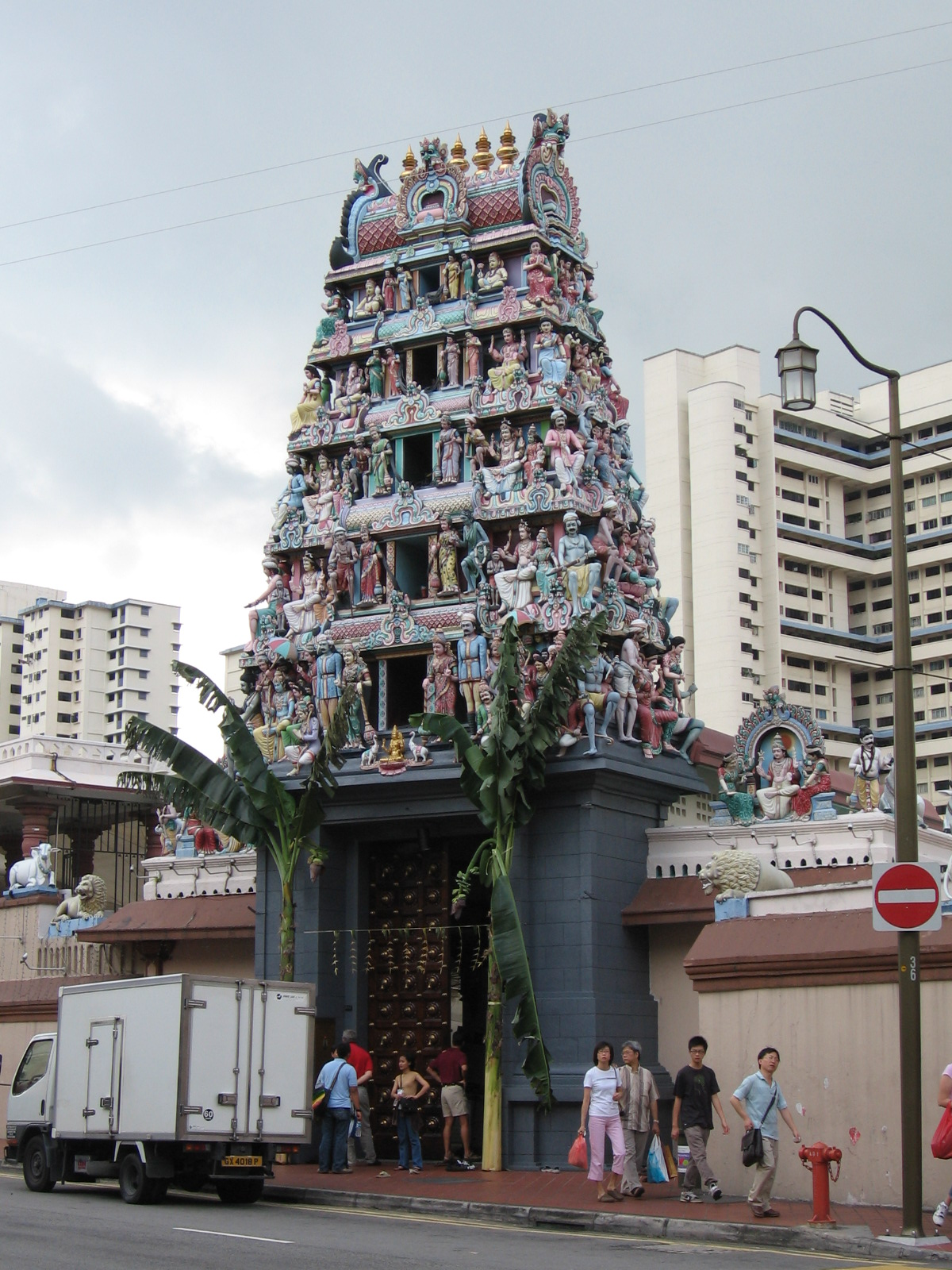
馬里安曼興都廟，建於1827年，是新加坡最大的印度教廟宇。

新加坡是一個多宗教的國家，這是由於它成為港口後，不同地區的人紛紛移居至此。現時，33%的人口信仰佛教，它亦是移民新加坡的華人的主要信仰。其他華人的信仰包括道教（11%）及基督宗教，而新加坡有18%的人口是基督徒。此外，大部分的新加坡馬來人是穆斯林（伊斯蘭教徒），佔15%人口﹔而大部分的印度人是印度教徒，佔5%人口，也有為數不少的印度人是穆斯林或錫克教徒。有17%人口無宗教信仰。
由於這種宗教上的差異，新加坡有大量的道教宮廟、佛教寺院、印度教的廟宇、基督宗教的教堂和伊斯蘭教的清真寺，有些更有非常重要的歷史價值。那裏也有錫克教的廟宇和猶太教的會堂。這些建築有時會成為著名的地標。

## 菜餚

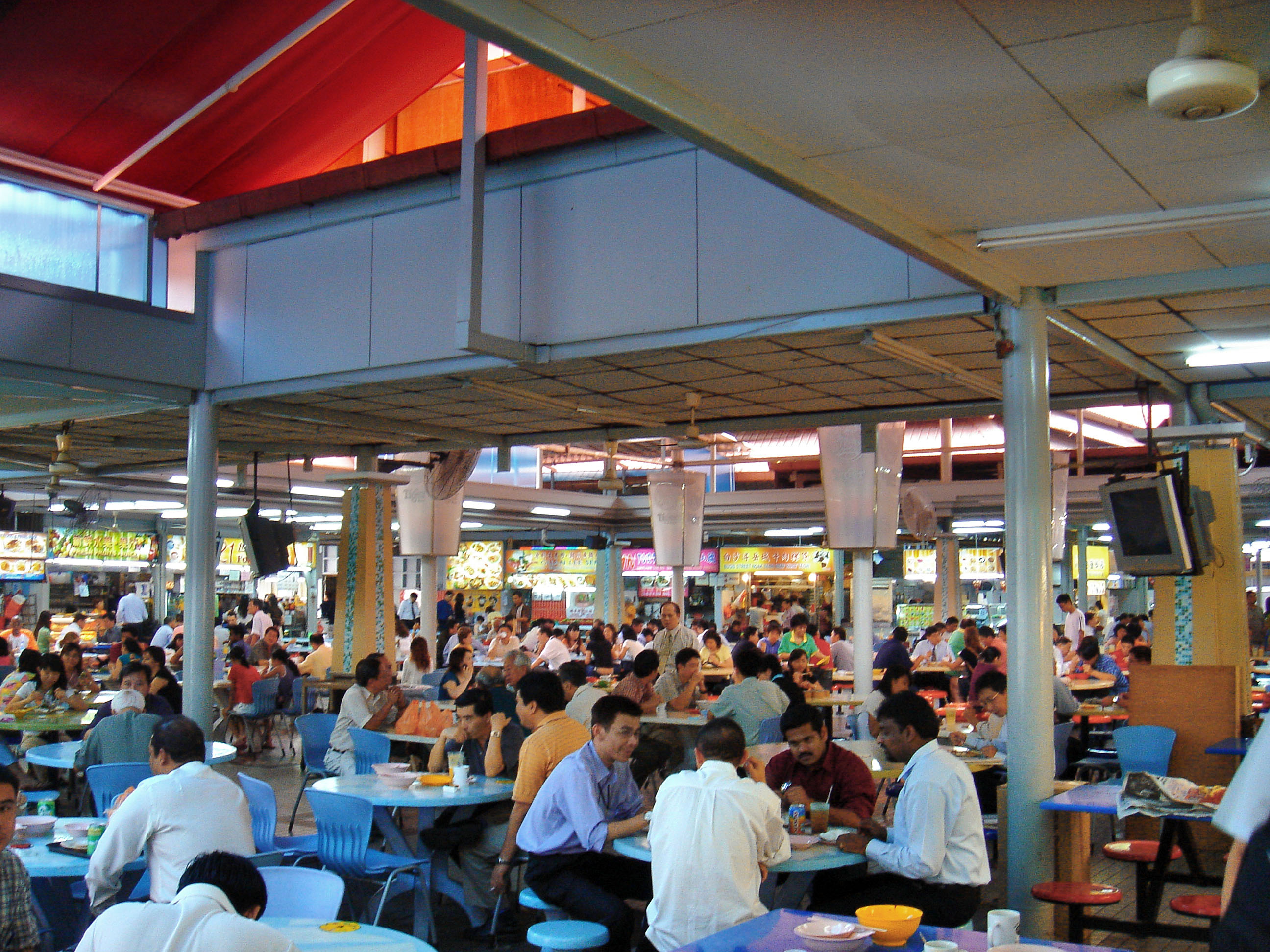
一個位於勞明達的小販中心

新加坡的食物也可以很好地反映出新加坡的文化差異。例如在新加坡的小販中心，有些攤檔雖然售賣中式食物，但卻混用了馬來民族、淡米尔族等多元的配料，使得新加坡菜具有很獨特的风味。

## 衣著
由於地處赤道而且幾乎每天必定驟雨，不少民眾都打趣說新加坡國民服飾為T恤、短褲和拖鞋。